# Prionolabis lictor
Prionolabis lictor là một loài ruồi trong họ Limoniidae. Chúng phân bố ở miền Cổ bắc.